# Karl-Heinz Schulmeister

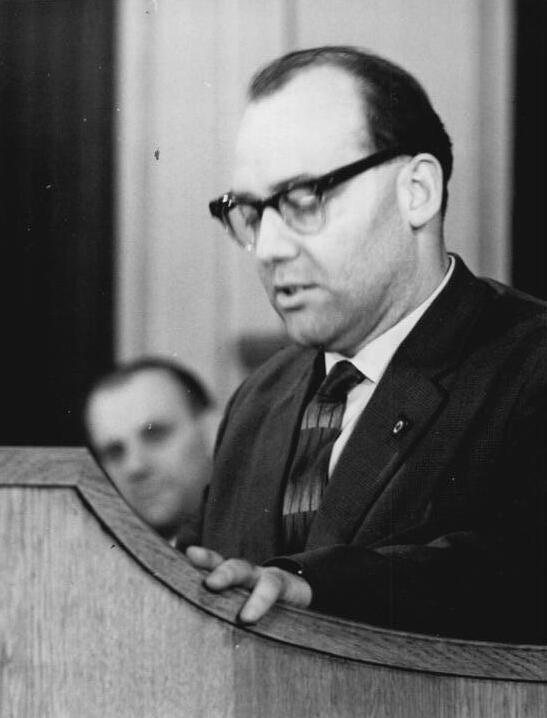
Karl-Heinz Schulmeister in der Volkskammer (1962)

Karl-Heinz Schulmeister (* 6. Mai 1925 in Bützow; † 17. Juli 2017 in Bad Saarow) war ein deutscher Politiker. Er war langjähriger 1. Bundessekretär des Kulturbundes der DDR und vertrat diesen als Fraktionsvorsitzender und Präsidiumsmitglied über Jahrzehnte in der Volkskammer der DDR.

## Leben
Karl-Heinz Schulmeister wurde als dritter Sohn eines Lehrers im mecklenburgischen Bützow geboren. Nach dem Besuch der Volksschule und des Reformrealgymnasiums schloss er seine schulische Laufbahn mit dem Abitur ab. Von 1942 bis 1945 leistete er als Fliegeroffizier Kriegsdienst in der Wehrmacht.
Im Jahr 1946 wurde Schulmeister Mitglied der SED und Mitglied des neugegründeten Kulturbundes, für den er von 1946 bis 1948 zunächst als Ortssekretär, später als Kreissekretär im Kreis Schwerin tätig war. Gleichzeitig arbeitete er bis 1948 als Referent in der Informationsabteilung der Landesregierung von Mecklenburg. Danach leitete er bis 1952 den Landesverband Mecklenburg des Kulturbundes. Von 1950 bis zur Auflösung des Landtages im Juni 1952 vertrat er den Kulturbund als Abgeordneter im Landtag von Mecklenburg-Vorpommern. Mit der Einrichtung von Bezirken wechselte Schulmeister in den Bezirk Rostock und leitete dort bis 1954 den Kulturbund als Bezirkssekretär. Gleichzeitig war er Abgeordneter des Bezirkstages Rostock.
1954 bis 1955 absolvierte er einen Lehrgang auf der Zentralschule des ZK der SED in Erfurt. 1955 wurde er zum Bundessekretär des Kulturbundes ernannt, im Mai 1957 zum 1. Bundessekretär (Nachfolger von Karl Kneschke). Mit Beginn der 3. Wahlperiode der Volkskammer 1958 wurde er mit einem Mandat des Kulturbundes Abgeordneter und blieb dies sieben Wahlperioden lang bis zum März 1990. In der Zeit von 1959 bis 1965 absolvierte Schulmeister ein Fernstudium an der Humboldt-Universität zu Berlin und schloss dieses mit dem Titel eines Diplom-Historikers ab. Nach dem Tode von Erich Wendt 1965 übernahm er den Fraktionsvorsitz des Kulturbundes in der Volkskammer. 1969 rückte Schulmeister durch eine Erweiterung auch ins Präsidium der Volkskammer auf. Schulmeister wurde 1974 zum Dr. phil. promoviert. Im selben Jahr erhielt er den Vaterländischen Verdienstorden in Gold und 1985 die Ehrenspange zum Vaterländischen Verdienstorden in Gold. 1982 wurde Schulmeister zum Professor an der Humboldt-Universität berufen. 1986 wurde er zum 1. Vizepräsidenten des Kulturbundes gewählt.

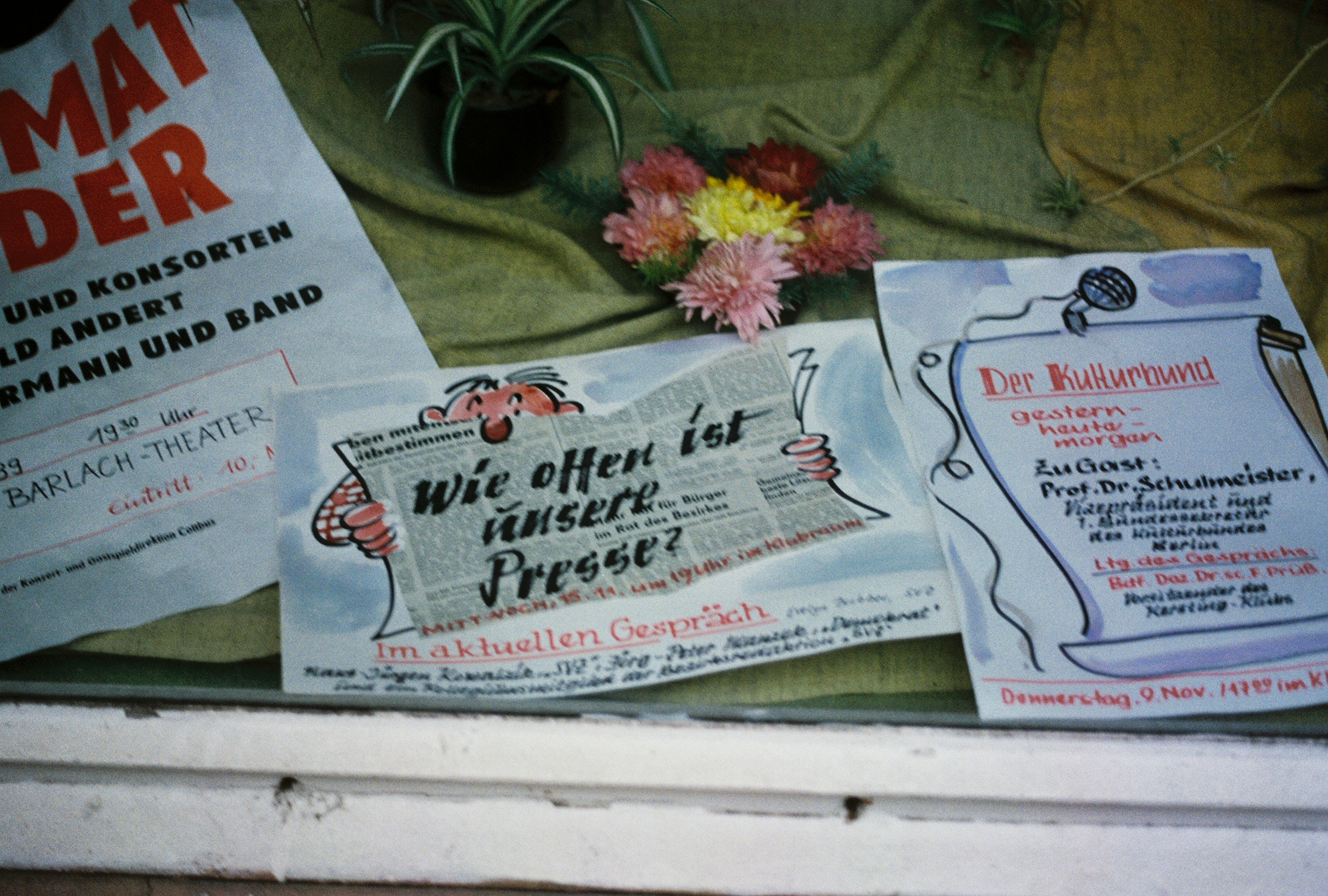
Schaufenster des Kulturbunds in Güstrow mit einer Einladung zur Diskussion mit Schulmeister am 9. November 1989

Die politische Wende im Herbst 1989 überstand Schulmeister relativ schadlos. Bei der Prüfung stalinistischer Leitungsmethoden im Kulturbund wurden keine Belege für die ihm unterstellten Verfehlungen gefunden. Als eines von nur drei Mitgliedern des alten Volkskammerpräsidiums wurde er am 13. November 1989 auch in das neue Präsidium gewählt. 1990 ging Schulmeister in den Ruhestand, lebte zunächst in Eichwalde bei Berlin und ab 2014 in einem Seniorenheim in Bad Saarow.
Schulmeister starb im Alter von 92 Jahren in Bad Saarow.

## Schriften
- Zur Entstehung und Gründung des Kulturbundes zur demokratischen Erneuerung Deutschlands. Deutscher Kulturbund, Berlin 1965.
- Auf dem Wege zu einer neuen Kultur. Der Kulturbund in den Jahren 1945–1949. Dietz, Berlin 1977.
- Die Aufgaben des Kulturbundes in der entwickelten sozialistischen Gesellschaft der DDR. Referat auf der zentralen Konferenz mit den Vorsitzenden und Mitgliedern der Bezirks- und Kreisrevisionskommissionen des Kulturbundes der DDR vom 16. bis 18. November 1978 in Magdeburg. Kulturbund der DDR, Berlin 1979.
- Einleitung. In: Institut für Marxismus-Leninismus beim ZK der SED und vom Kulturbund der DDR (Hrsg.): „... einer neuen Zeit Beginn“. Erinnerungen an die Anfänge unserer Kulturrevolution 1945–1949. Aufbau, Berlin/Weimar 1981, S. 5–31.
- Zwischen Hoffnung und Enttäuschung. Arnold Zweigs Wirken im Kulturbund zur demokratischen Erneuerung Deutschlands. Helle Panke, Berlin 1999 (= Pankower Vorträge, Heft 16).
- Zum Wirken von Max Burghardt im Kulturbund der 60er Jahre. Betrachtung eines Zeitzeugen. In: Siegfried Prokop, Dieter Zänker: Verlorene Träume. Zum 60. Jahrestag der Gründung des Kulturbundes. Homilius, Berlin 2007. S. 97–137.
- Begegnungen im Kulturbund. Homilius, Berlin 2011. ISBN 978-3-89706-827-8.
- „Wenn ich den Namen Willi Bredel höre, dann wird mir warm ums Herz.“ Zeitzeugengespräch mit Prof. Karl Heinz Schulmeister. In: Rundbrief der Willi-Bredel-Gesellschaft, 23. Jg. (2012), S. 44–49.
- Willi Bredel und Adam Scharrer. Zwei Arbeiterschriftsteller im Kampf gegen Krieg und Faschismus. In: Rundbrief der Willi-Bredel-Gesellschaft, 24. Jg. (2013), S. 42–47.
- Willi Bredel und Karl Kleinschmidt – eine besondere Freundschaft. In: Rundbrief der Willi-Bredel-Gesellschaft, 25. Jg. (2014), S. 16–21.
- Erinnerungen an Klaus Gysi, zum 100. Geburtstag am 3. März 2012.
- Hans Pischner – Zu seinem Wirken im Kulturbund, anlässlich seines 100. Geburtstages 2014.